# 久世そらち
久世そらち（くぜ そらち 、男性、1962年-）は、日本キリスト教団の牧師、北海教区議長、札幌北部教会牧師。日本基督教団総会副議長。北海道出身で、その名は北海道の地名「空知」に由来する。東京大学文学部卒、東京神学大学大学院修了。

## おもな著書
- 『教会生活案内４　世に生きる教会』, 日本キリスト教団出版局 , 2002, ISBN 4818404640.
- 『ペンテコステの日に』, キリスト教視聴覚センター, 2006.